# 小长桥菌属
小长桥菌属（学名：Ponticulomyces）是膨瑚菌科下的一个属。

## 下属物种
本属包括以下物种：
- Ponticulomyces kedrovayae R.H.Petersen
- 东方小长桥菌 Ponticulomyces orientalis (Zhu L.Yang) R.H.Petersen